# Bernardo Grinspun
Bernardo Grinspun (Buenos Aires, 23 de diciembre de 1925 - ibidem, 11 de octubre de 1996) fue un economista y político argentino, miembro de la Unión Cívica Radical. Fue dirigente estudiantil reformista y fundador del Movimiento de Renovación y Cambio. Se desempeñó como ministro de Economía de la Nación y secretario de Planificación Económica durante la presidencia de Raúl Alfonsín.

## Biografía

### Comienzos
Bernardo Grinspun tuvo militancia universitaria reformista en la Facultad de Ciencias Económicas de la Universidad de Buenos Aires (UBA). Una vez recibido integró en 1956 la Junta Normalizadora de la UBA en representación de los graduados. Grinspun adhirió a los principios de la economía desarrollista tal como venía siendo desarrollada por la CEPAL y en particular por Raúl Prebisch. 
Entre 1958 y 1962 fue asesor económico del bloque de senadores de la UCR por la provincia de Buenos Aires. Durante el gobierno del Presidente Arturo Illia (1963-1966) fue parte del equipo del Ministro de Economía Eugenio Blanco, primero como secretario del Consejo Nacional de Desarrollo y director del Banco Central y, luego, como secretario de Comercio.
En 1964 fue uno de los elaboradores y firmantes de la Carta de Alta Gracia, emitida por la Comisión Especial de Coordinación Latinoamericana (CECLA), como instancia previa a la Primera Conferencia de Naciones Unidas sobre Comercio y Desarrollo (UNCTAD I). Dicho instrumento fue uno de los puntales de la Teoría de la Dependencia y fue suscripto por 19 países latinoamericanos que denunciaron el carácter discriminatorio de la estructura del comercio internacional como el factor responsable de la vulnerabilidad de los países en vías de desarrollo.

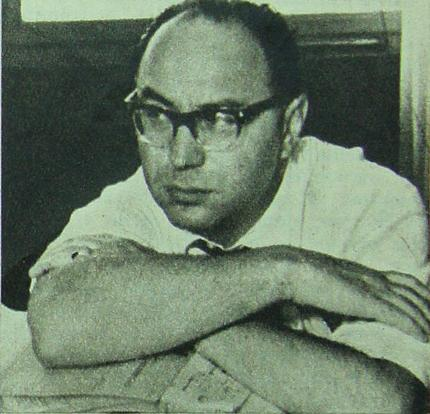
Bernardo Grinspun en 1965.

Luego del golpe militar de 1966, que derrocara al presidente Illia e instaurara una dictadura denominada Revolución Argentina, Grinspun fue parte del grupo inicial liderado por Raúl Alfonsín, al que también pertenecían Roque Carranza, Germán López, y Raúl Borrás, entre otros. En 1972 ese grupo se asociaría a la Junta Coordinadora Nacional para crear el Movimiento de Renovación y Cambio, dirigido por Alfonsín, como ala progresista de la Unión Cívica Radical, opuesta a la Línea Nacional, dirigida por Ricardo Balbín. Ese mismo año, fue uno de los redactores de la Plataforma Electoral de 1972 de sus partido realizada junto con Sergio Karakachoff, Germán López y Roque Carranza.
Luego del golpe militar del 24 de marzo de 1976 que instauró la dictadura llamada Proceso de Reorganización Nacional, Grinspun se mantuvo políticamente activo a pesar de la prohibición de la política dispuesta por el gobierno militar[cita requerida] y fue parte del Comité de Redacción de la revista política Propuesta y Control, dirigida por Alfonsín.

### Ministro de Economía (1983-1985)
Al retornar la democracia en 1983, el presidente electo Raúl Alfonsín (1983-1989) lo designó como Ministro de Economía. La situación económica del país y el contexto internacional era fuertemente desfavorable. Los países de la región se encontraban envueltos en lo que se conoció como la crisis de la deuda latinoamericana. Mientras que en Argentina la deuda externa durante la dictadura militar había pasado de 7 mil millones de dólares a 45 mil millones. A su vez, la inflación en 1982 había sido del 209% y la pobreza del 21%.
Con un perfil heterodoxo, la gestión de Grinspun buscó mejorar el poder adquisitivo del salario e impulsar el mercado interno para generar empleo industrial. Se implementó un fuerte control de las tarifas de los servicios públicos y el control de un tipo de cambio alto. En el ámbito social se implementó el Plan Alimentario Nacional (PAN).
En lo que refiere a la deuda externa, Grinspun, bajo órdenes de Alfonsín y en consonancia con el Canciller Dante Caputo, ejecutó una política de confrontación con el Fondo Monetario Internacional, ordenando auditar la deuda externa y con el fin declarado de declarar la nulidad de la deuda ilegítima. El enfrentamiento de Grinspun con el FMI ha sido reflejado en una anécdota cierta en la cual aquel le dice al enviado del organismo internacional: "¿Querés que me baje los pantalones?, me los bajo", y procedió literalmente a bajarse los pantalones. A comienzos de 1984 se tomó la decisión de no realizar pagos financieros al exterior hasta el 30 de junio de ese año. En ese marco -y luego que el gobierno especulara con la opción de que en el corto plazo, países importantes como Brasil entraran en un proceso de cesación de pagos, y así le otorgara a la Argentina una mayor capacidad de negociación-, se intentó “regionalizar” la cuestión de la deuda que terminaría en la conformación del llamado "Club de Deudores" que intentó tomar forma con el Consenso de Cartagena. La presión de los acreedores, el FMI y los Estados Unidos, logró hacer fracasar estas iniciativas.
En 1984 el PBI se incrementó en un 2,6%, mientras que el producto industrial lo hizo en un 3,8% y el agropecuario en un 3,1%. Sin embargo, el peso de la deuda externa y el desequilibrio macroeconómico resultaron abrumadores, el déficit público fue un problema grave ya que si bien bajó 4 puntos (debido a ajustes en gasto corriente y de capital) estuvo cerca del 12,5% del PBI. Los principales recortes se dieron en los salarios estatales, la inversión pública y el pago a proveedores. Tampoco se pudo evitar la caída de la inversión bruta fija que fue del 9 %. Para enero de 1985 la inflación era del 26,2% mensual y acumulaba una suba anual del 866%. Por estos motivos, en febrero de 1985 fue reemplazado en el cargo por Juan Vital Sourrouille.

### Secretario de Planificación Económica (1987-1989)
A su vez Grinspun pasó a desempeñar el cargo dejado por el nuevo ministro, la Secretaría de Planificación Económica. En ejercicio de este cargo, en 1987 Grinspun fue elegido por aclamación de los países miembros de las Naciones Unidas como presidente del Comité de Alto Nivel para la Cooperación Técnica entre los Países en Desarrollo, donde enfatizó que la prolongada crisis financiera y económica de los países en desarrollo hacía aún más necesario que en el pasado los compromisos mutuos.

### Actividad posterior y fallecimiento
Tras dejar el gobierno, Grinspun continuó participando de la vida partidaria de la UCR en su rol de convencional del partido hasta el momento de su muerte.
Falleció en la madrugada del 11 de octubre de 1996 debido a un paro cardiorrespiratorio. Sus restos fueron velados en la sede del Comité Nacional de la UCR y sepultados en el Cementerio Israelita de La Tablada.

## Vida personal
Grinspun se casó con Eva Grinberg, con quien tuvo tres hijos: Pablo, Alejandro y Gustavo. Era hincha de Independiente de Avellaneda. Al momento de morir su única propiedad era un departamento en el barrio de Belgrano de la ciudad de Buenos Aires.

## Libros
- La evolución de la economía argentina desde diciembre de 1983 a septiembre de 1989. Ediciones Radicales, 1989.